# Dendrobium quadriferum
Dendrobium quadriferum är en orkidéart som beskrevs av Rudolf Schlechter. Dendrobium quadriferum ingår i släktet Dendrobium, och familjen orkidéer. Inga underarter finns listade i Catalogue of Life.